# 卡斯山
卡斯山（英語：Cass Hill）是美國紐約州奧爾巴尼郡的一座山。卡斯山在克拉克斯維爾村莊（Clarksville）的西南邊、伍爾夫山（Wolf Hill）的南邊、貝內特希山（Bennett Hill）的西邊。